# 詹姆斯·达林格
詹姆斯·达林格（英語：James Dallinger，1985年9月30日—），新西兰男子赛艇运动员。他曾代表新西兰参加世界赛艇锦标赛，获得一枚金牌和一枚铜牌。他也曾参加2008年夏季奥林匹克运动会。